# Okileucauge yinae
Okileucauge yinae là một loài nhện trong họ Tetragnathidae.
Loài này thuộc chi Okileucauge. Okileucauge yinae được miêu tả năm 2003 bởi Zhu, Song & Zhang.